# Sir Lucious Left Foot: The Son of Chico Dusty
Sir Lucious Left Foot: The Son of Chico Dusty è il primo album discografico da solista del rapper statunitense Big Boi (OutKast), pubblicato nel 2010.

## Tracce
1. Feel Me (Intro) – 1:28
2. Daddy Fat Sax – 2:36
3. Turns Me On (feat. Sleepy Brown & Joi) – 3:29
4. Follow Us (feat. Vonnegutt) – 3:35
5. Shutterbugg (feat. Cutty) – 3:35
6. General Patton (feat. Big Rube) – 3:12
7. Tangerine (feat. T.I. & Khujo Goodie) – 4:14
8. You Ain't No DJ (feat. Yelawolf) – 5:31
9. Hustle Blood (feat. Jamie Foxx) – 4:00
10. Be Still (feat. Janelle Monáe) – 5:10
11. Fo Yo Sorrows (feat. George Clinton, Too Short & Sam Chris) – 3:42
12. Night Night (feat. B.o.B & Joi) – 3:45
13. Shine Blockas (feat. Gucci Mane) – 3:45
14. The Train, Pt. 2 (Sir Lucious Left Foot Saves the Day) (feat. Sam Chris) – 5:20
15. Back Up Plan – 3:43

## Classifiche
| Classifica (2010)         | Posizione raggiunta |
| ------------------------- | ------------------- |
| Stati Uniti Billboard 200 | 3                   |